# Església fortificada de Lludient
L'església fortificada de Lludient, més coneguda al poble amb el nom d'Iglesia Vieja, és un antic edifici religiós, tancat al culte des del segle xviii, amb una marcada estructura defensiva i militar. El temple està catalogat, de manera genèrica, com Bé d'Interès Cultural, amb codi 12.08.073-003 Construït entre finals del segle xv i principis del segle xvi, s'empraren en l'obra carreus i maçoneria.
Presenta planta rectangular i un bon estat de conservació, destacant en el seu interior les nervadures gòtiques de la volta de la sagristia.
Va ser utilitzada per a finalitats bèl·liques sobretot durant les Guerres Carlines, la qual cosa queda patent en les espitlleres practicades en els murs de la nau principal i a la torre. També va ser la seu de l'Ajuntament de Lludient a primeries del segle xx.